# Zbigniew Sawan

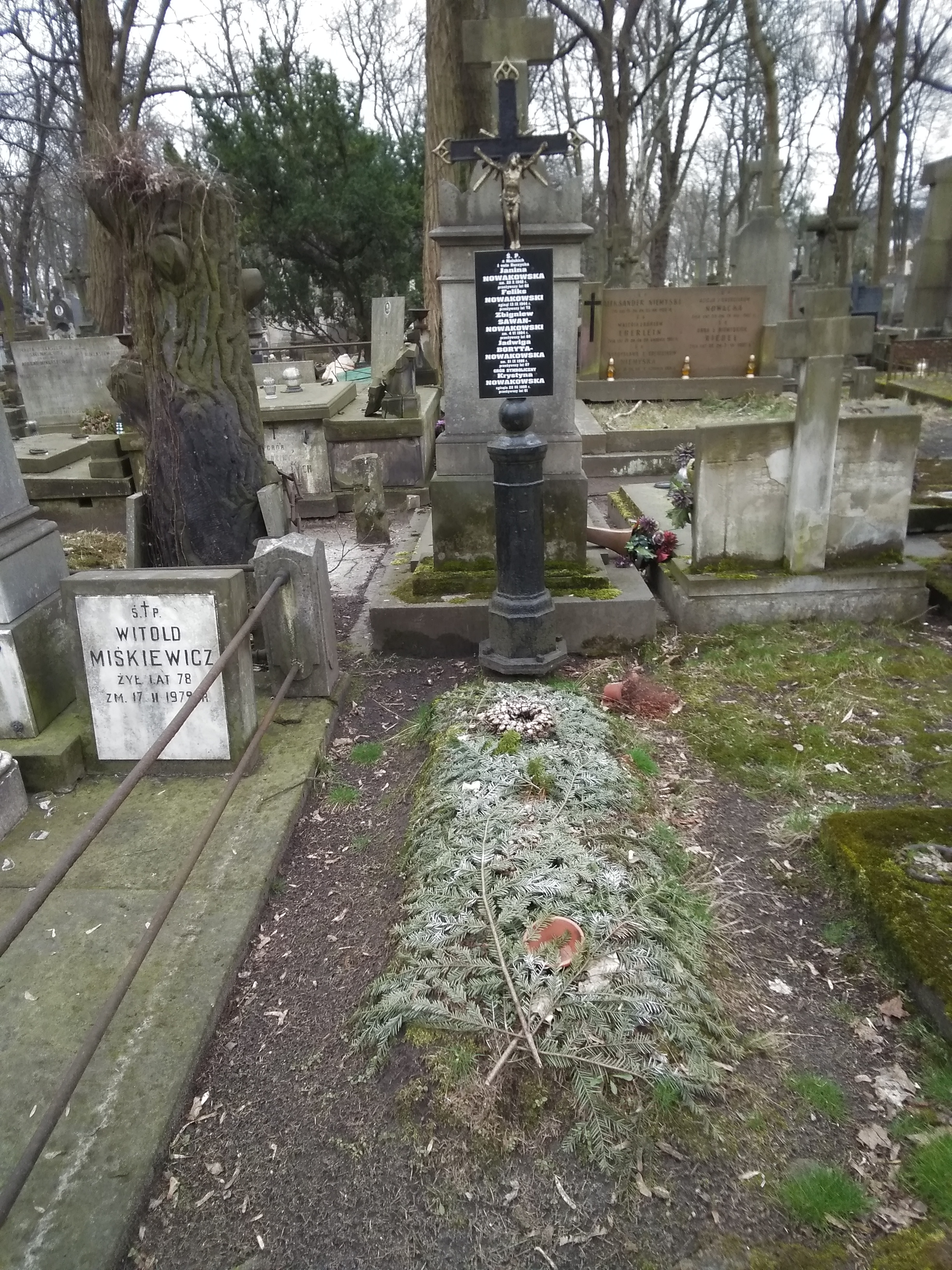
Grób Zbigniewa Sawana na cmentarzu Powązkowskim

Zbigniew Sawan, właśc. Zbigniew Edmund Nowakowski (ur. 1 kwietnia?/14 kwietnia 1904 w Woskresenowce w guberni kurskiej, zm. 4 czerwca 1984 w Warszawie) – polski aktor teatralny i filmowy, reżyser teatralny, dyrektor artystyczny teatrów.

## Życiorys
Urodził się 14 kwietnia 1904 w guberni kurskiej (Rosja), w rodzinie Feliksa (zm. 1944) i Janiny z Molskich (zm. 1940). Brat Jadwigi Nowakowskiej-Boryty. Uczęszczał w Kijowie do II gimnazjum rosyjskiego, a następnie do gimnazjum polskiego. W latach 1916–1918 należał do harcerstwa polskiego w Kijowie. Statystował w kijowskim teatrze „Ogniwo” Stanisławy Wysockiej. Od 14. roku życia mieszkał w Warszawie. W latach 1919–1920 jako ochotnik 1 Pułku Szwoleżerów Józefa Piłsudskiego wziął udział w obronie Warszawy i kontrofensywie 1920 roku. W latach 1923–1926 był słuchaczem Oddziału Dramatycznego Warszawskiego Konserwatorium, po czym – w sezonie 1926/1927 – pracował w Teatrze im. Słowackiego w Krakowie, gdzie otrzymał role:
- Don Henryka w Księciu niezłomnym Juliusza Słowackiego,
- Chrystiana w Cyrano de Bergerac Edmonda Rostanda,
- Parysa w Akropolis Stanisława Wyspiańskiego.

W latach:
- 1927–1931 – pracował w wytwórniach filmowych; występował też gościnnie w teatrach całej Polski (wraz z Marią Malicką i Aleksandrem Węgierką),
- 1932–1935 – był związany z teatrami warszawskimi (dawał też występy gościnne w Łodzi, Poznaniu, Krakowie i Wilnie),
- 1932–1937 – studiował na Wydziale Reżyserskim Państwowego Instytutu Sztuki Teatralnej (PIST) w Warszawie,
- 1935–1939 – prowadził, wraz z Marią Malicką, Teatr Malickiej; w tym teatrze wystawił przedstawienie dyplomowe, kończące studia reżyserii w PIST (Maria Stuart Juliusza Słowackiego, 1937).

W pierwszych latach okupacji niemieckiej (1940–1941) pracował jako kelner w warszawskiej Kawiarni Artystów Filmowych oraz jako kelner, aktor i reżyser w kawiarni artystów filmowych Na Antresoli. W ramach represji po udanym zamachu na Igo Syma w marcu 1941 został aresztowany i uwięziony na Pawiaku, a następnie w Auschwitz-Birkenau. Po uwolnieniu pracował w jawnych teatrach warszawskich (Bohema, Miniatury, Melodia) wystawiając m.in. sztuki Kaprysy Marianny Alfreda de Musseta i Mąż i żona Aleksandra Fredry.
Po zakończeniu wojny, w roku 1947 w różnych miastach Polski wystawiał – wraz z Lidią Wysocką – Po co daleko szukać George’a Bernarda Shawa i Freuda teoria snów Antoniego Cwojdzińskiego. W latach 1948–1950 zorganizował Teatr Polski w Szczecinie i kierował tym teatrem; był też inicjatorem budowy sceny Teatru Współczesnego w Muzeum Morskim na Wałach Chrobrego.
W kolejnych latach m.in. organizował Operetkę Gliwicką (1952), był reżyserem Operetki Warszawskiej (1954–1957), kierował Teatrem Dramatycznym w Białymstoku (1959–1961), był reżyserem w Teatrze Rozmaitości w Krakowie (1962/1963) i warszawskim Teatrze Klasycznym (1963–1970); zagrał wiele ról filmowych i telewizyjnych.
Po wojnie występował m.in. w sztukach:
- Bancroftowie Jerzego Broszkiewicza jako James Bancroft,
- Wiele hałasu o nic Williama Szekspira jako Benedykt i Don Pedro,
- Poskromienie złośnicy Williama Szekspira jako Lucencio,
- Henryk VI na łowach Wojciecha Bogusławskiego w roli tytułowej.

Był trzykrotnie żonaty z aktorkami: od 13 września 1929 do 1939 z Marią Malicką, od 1943 do 1958 z Lidią Wysocką, od 1958 z Krystyną z Wróblewskich (zm. 1998). Z trzech związków miał córkę Małgorzatę (ur. 1939) oraz dwóch synów: Piotra (1943–2009) i Macieja (ur. 1959).
Zmarł 4 czerwca 1984 w Krakowie. Został pochowany na cmentarzu Powązkowskim w Warszawie (kwatera C-6-20).

## Ordery i odznaczenia
- Krzyż Oficerski Orderu Odrodzenia Polski (1966)
- Odznaka honorowa „Zasłużony Białostocczyźnie” (1980)

## Filmografia
- 1928 – Dzikuska – Witold Leski
- 1928 – Huragan – Tadeusz Orda
- 1928 – Przedwiośnie – Cezary Baryka
- 1929 – Pod banderą miłości – Andrzej
- 1929 – Człowiek o błękitnej duszy – malarz Jan
- 1929 – Policmajster Tagiejew – Władysław Klicki
- 1930 – Tajemnica lekarza – Robert Paynot
- 1931 – Serce na ulicy – Henryk Baczyński
- 1931 – Uwiedziona – Jerzy Rawicz
- 1932 – Pałac na kółkach – Livenzo
- 1938 – Ostatnia brygada – Dowmunt
- 1939/1946 – Czarne diamenty – Nawrat
- 1939 – Między ustami a brzegiem pucharu – hrabia Wentzel; film nieukończony[8].
- 1962 – Odwiedziny prezydenta – Andrzej
- 1965 – Popioły – ojciec Krzysztofa Cedro
- 1965 – Katastrofa – profesor Grzegorza, ojciec Hanki
- 1968 – Stawka większa niż życie – generał Inteligence Service
- 1970 – Epilog norymberski – oskarżony
- 1970 – Sygnały MMXX – kierownik stacji kosmicznej Luna-Nord
- 1970 – Hydrozagadka – portier
- 1973 – Drzwi w murze – Władek
- 1973 – Wielka miłość Balzaka – ojciec Mniszcha
- 1974 – Janosik – szlachcic Antoni
- 1975 – Honor dziecka – ksiądz
- 1976 – Zagrożenie – mężczyzna na przyjęciu
- 1977 – Akcja pod Arsenałem – ojciec Tadeusza Zawadzkiego
- 1977 – Żołnierze wolności – rozstrzelany komunista (cz. 2)
- 1977 – Noce i dnie – gość u Woynarowskiego
- 1978 – Okrągły tydzień – Skarbek
- 1978 – Rodzina Połanieckich – właściciel domu
- 1979 – Aria dla atlety – Clemenceau
- 1981 – Klejnot wolnego sumienia – pleban
- 1981 – Najdłuższa wojna nowoczesnej Europy – naczelnik poczty
- 1982 – Dom (serial telewizyjny) – profesor
- 1984 – Ceremonia pogrzebowa – ksiądz na pogrzebie
- 1984 – Umarłem, aby żyć – profesor chory na tyfus